# 1998 في إسبانيا
فيما يلي قوائم الأحداث التي وقعت خلال عام 1998 في إسبانيا.

## رياضة
- 1 يناير – جائزة كتالونيا الكبرى للدراجات النارية 1998
- 1 يناير – طواف إسبانيا 1998

## مواليد

### يناير
- 2 يناير – مانو غارسيا لاعب كرة قدم إسباني.
- 5 يناير – كارليس ألينيا لاعب كرة قدم إسباني.
- 29 يناير – خورخي مارتين

### مارس
- 26 مارس – ألفارو ري لاعب كرة قدم إسباني.

### يونيو
- 28 يونيو – أوسكار رودريغيز لاعب كرة قدم إسباني.

### أغسطس
- 25 أغسطس – أبراهام ماثيو

### نوفمبر
- 4 نوفمبر – أشرف حكيمي لاعب كرة قدم مغربي.

## وفيات

### مارس
- 7 مارس – جوسيب إسكولا (مواليد 1914) لاعب ومدرب كرة قدم إسباني.

### مايو
- 20 مايو – ريكاردو فرانكو (مواليد 1949) مخرج أفلام إسباني.

### يوليو
- 2 يوليو – خوان خوسيه نوغيس (مواليد 1909) لاعب كرة قدم إسباني.

### أغسطس
- 12 أغسطس – خيسوس لورونيو (مواليد 1926) درّاج طريق إسباني.

### سبتمبر
- 9 سبتمبر – ماريانو مارتن (مواليد 1919) لاعب كرة قدم إسباني.

### ديسمبر
- 27 ديسمبر – ريكاردو تورمو (مواليد 1952) متسابق دراجات نارية إسباني.